# لودلو (ماساتشوستس)
لودلو (بالإنجليزية: Ludlow, Massachusetts)‏ هي بلدة أمريكية تقع في الولايات المتحدة في مقاطعة هامبدن (ماساتشوستس). يقدر عدد سكانها بـ 21,103 نسمة ومساحتها 73.1 كم2 ووترتفع عن سطح البحر 170 متر.

## أعلام
- نيكول فيورنتينو
- مايك ليما